# Poutník nad mořem mlhy
Poutník nad mořem mlhy (německy Der Wanderer über dem Nebelmeer) je olejomalba německého romantického malíře Caspara Davida Friedricha vytvořená kolem roku 1818. Je považována za jedno z nejreprezentativnějších děl romantismu v malířství. Znázorňuje poutníka – muže v tmavozeleném kabátě s holí – stojícího zády k divákovi na skalisku v horách a pozorujícího krajinu v mlze, z níž vystupují další skalní útvary. Krajinu malíř vytvořil z prvků, vyskytujících se v Českosaském Švýcarsku, jež si načrtl na svých cestách tímto krajem a v atelieru uspořádal podle potřeby. 

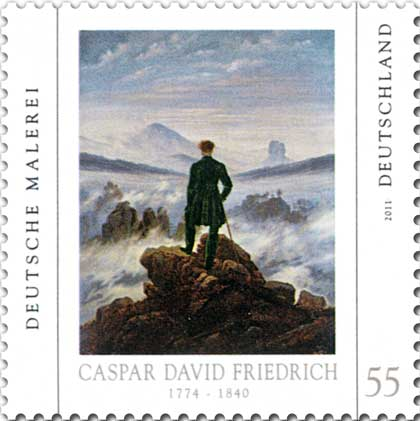
Poutník nad mořem mlhy na německé známce z roku 2011

Přestože byl Friedrich v německých a ruských kruzích uznáván, Poutník nad mořem mlhy a umělcovo dílo obecně nebyly okamžitě považovány za mistrovská díla. Friedrichova reputace se zlepšila na počátku a zejména v 70. letech 20. století. Poutník se stal obzvláště oblíbeným a objevoval se jako příklad „populárního umění“ i špičkové kultury a od té doby slouží jako inspirace pro nejrůznější díla nejen mezi znalci umění. Osud obrazu bezprostředně po jeho vzniku není znám, ale v roce 1939 byl vystaven v galerii Wilhelma Augusta Luze v Berlíně a v roce 1970 jej získala hamburská galerie Hamburger Kunsthalle, kde je od té doby vystaven.

## Popis
V popředí stojí muž na skalním útesu zády k divákovi. Je zahalen do tmavě zeleného pláště a v pravé ruce svírá vycházkovou hůl. Poutník s vlasy rozcuchanými větrem hledí do krajiny zahalené hustým mořem mlhy. Uprostřed země z masy vystupuje několik dalších hřebenů podobných těm, na nichž stojí sám poutník. Skrze věnce mlhy lze na vrcholcích těchto srázů zahlédnout lesy stromů. V dálce se vlevo zvedají vybledlé hory, které se vpravo mírně zarovnávají do nížinných rovin. Za nimi se táhne do nekonečna všudypřítomná mlha, až se nakonec spojí s obzorem a stane se nerozeznatelnou od oblohy plné mraků.
Obraz tvoří různé prvky z labských pískovců v Českosaském Švýcarsku, které si Friedrich načrtl v terénu, ale v souladu se svou obvyklou praxí je pak v ateliéru podle potřeby přearanžoval. V pozadí vpravo je tak Zirkelstein, vlevo Růžovský vrch či snad Studenec. Rozeklaný vrchol bezprostředně před poutníkem je Gamrig, sám poutník stojí na skalách na úpatí Kaiserkrone.

## Vznik a historie
Jako datum vzniku díla se obecně uvádí rok 1818, některé zdroje však uvádějí rok 1817. Osud obrazu v 19. století je nejasný, ale v roce 1939 se dostal do vlastnictví galerie Wilhelma Augusta Luze v Berlíně. Poté jej zřejmě koupil německý právník Ernst Henke a následně se vrátil zpět do Luzovy galerie. Obraz putoval mezi soukromými sbírkami, než jej v roce 1970 získala hamburská galerie Hamburger Kunsthalle, kde je od té doby vystaven.
Mezi významné události Friedrichova života v letech 1817 a 1818 patří navázání přátelství s malířem a vědcem Carlem Gustavem Carusem a norským malířem Johanem Christianem Dahlem v roce 1817, Friedrichova svatba s Caroline Brommerovou v lednu 1818 a několikatýdenní svatební cesta manželů do Friedrichova rodného Greifswaldu.

## Romantismus
Poutník nad mořem mlhy je úzce spjat s romantismem, širokým uměleckým a literárním směrem, který vznikl po éře osvícenství. Ačkoli identita muže není známa, někteří se domnívají, že se jedná o autoportrét samotného umělce. Poukazují při tom na podobnosti ve vzhledu, například na zrzavé vlasy. Obraz je proto interpretován jako symbol sebereflexe či zamyšlení nad životem.
Díky mnohovrstevnatému stupňování různých hor a pruhů mlhy se Friedrichovi podařilo vytvořit dojem téměř nekonečného nadpřirozeného prostoru. Autor k dílu uvedl: „Umělec by měl malovat nejen to, co má před sebou, ale také to, co vidí v sobě.“ O mlze napsal: „Když se kraj zahalí do mlhy, jeví se větší a vznešenější, povznáší představivost a vzbuzuje očekávání jako zahalená dívka.“
Friedrichova díla se liší od ostatních romantiků. Rakouský historik umění Werner Hofmann napsal, že Poutník je otevřenější a tázavější než typická romantická díla. Srovnává hledajícího Poutníka, který nezná budoucnost, s Delacroixovou Svobodou vedoucí lid, která si je jistější požadovaným postupem, což možná souvisí s tehdejšími rozdíly v německém a francouzském nacionalismu.

## Použití Rückenfigur
Podle tradičních uměleckých norem jsou-li ve scéně přítomny osoby, jsou otočeny k divákovi nebo zobrazeny z profilu. Výjimky existují, ale zpravidla se týkají vedlejších postav v zaplněné scéně. Friedrich sice nebyl prvním umělcem, který Rückenfigur použil, ale postavy otočené k divákovi zády používal podstatně častěji než jiní umělci. Friedrichovo použití Rückenfigur bylo obecně považováno za pozvání diváků „dovnitř“ obrazu a za podnět k tomu, aby divák uvažoval z perspektivy zobrazené tajemné osoby, jejíž tvář není vidět. Poutník nad mořem mlhy je díky prominenci námětu patrně nejznámější Rückenfigurou v umění, postava zde mění smysl a zaměření obrazu. Mezi další Friedrichova díla s motivem Rückenfigur patří Žena u okna, Dva muži u moře za svítání a Neubrandenburg.

## Politické pozadí
Friedrich byl otevřeným stoupencem německého liberálního a nacionalistického cítění. Po napoleonských válkách v letech 1803-1815 byly staré německé knížecí státy rozvráceny a jejich autorita byla ohrožena. Němečtí nacionalisté prosazovali sjednocení Německa a zrušení konzervativní německé šlechty a vedení Německého spolku. Jedním ze způsobů, jak se němečtí liberálové identifikovali a jak dávali najevo svou podporu, byl módní trend: Altdeutsche (staroněmecké) oblečení symbolizující obnovení pomyslné hrdinské sjednocené německé minulosti z let 1500-1600 a doby Martina Luthera. Nacionalisté jako Friedrich se tak ztotožňovali s obnovou ztracené národní slávy. Historik umění Norbert Wolf uvedl, že postava na obraze Poutník nad mořem mlhy má na sobě právě takovýto oděv Altdeutsches, který byl v době vzniku obrazu politickým vyjádřením, někteří jiní badatelé označili oděv postavy za uniformu pěchoty.